# Curetis regula
Curetis regula är en fjärilsart som beskrevs av Evans 1954. Curetis regula ingår i släktet Curetis och familjen juvelvingar. Inga underarter finns listade i Catalogue of Life.

## Bildgalleri

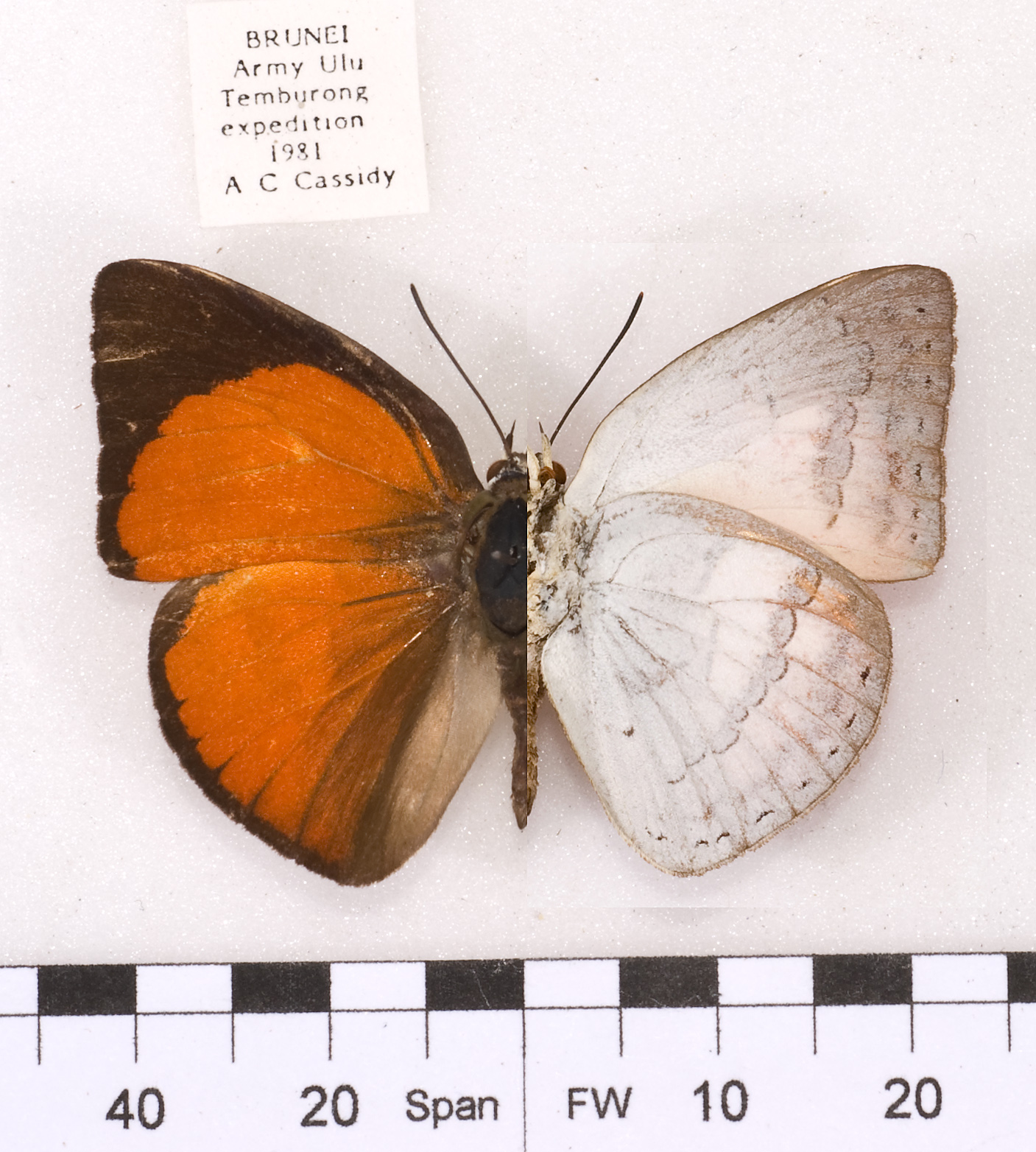